# 무요소법
무요소법(無要素法, 영어: meshfree method, 영어: meshless method)은 요소(要素,mesh)가 없이 절점이 있는 수치적 방법이다.

## 역사
최초의 무요소법 가운데 하나는 1977년 제시된 입자완화 유체동력학(smoothed particle hydrodynamics)이다.

## 같이 보기
- 연속체 역학
- 경계요소법
- 입자법